# Tres billetes hacia la aventura
Tres billetes hacia la aventura (en inglés: Three Singles to Adventure) es una novela autobiográfica del  naturalista y escritor británico Gerald Durrell, publicada en 1954. En ella se describe la expedición a la Guayana Británica para reunir colecciones vivas de las aves, mamíferos, reptiles y peces de esa región de Sudamérica con destino a diversos parques zoológicos.

## Argumento
Tres billetes para la aventura describe la expedición de captura de animales para zoológicos europeos que Durrel organizó en 1950 junto con su socio Kenneth Smith. Acompañado por el pintor Robert Lowes parten desde Georgetown hacia la remota aldea de la selva de Adventure. En este primera fase del viaje capturan entre otros un perezoso tridáctilo, una rata espinosa, zarigüeyas común y de cuatro ojos.
Tras regresar a Georgetown inician una segunda parte de la expedición acudiendo a la sabana de Rupununi donde capturan con gran dificultad un oso hormiguero gigante, además de capibaras y caimanes. La última etapa de la aventura los lleva a Charity donde consiguen el raro sapo partero.